# ويندسور هولدن وايت
ويندسور هولدن وايت (بالإنجليزية: Windsor Holden White)‏ هو لاعب البولو أمريكي، ولد في 18 يوليو 1905، وتوفي في 1976.